# Maurizio Carnino
Maurizio Carnino (Turijn, 7 maart 1975) is een voormalig Italiaans langebaanschaatser en shorttracker. Tijdens het shorttrack op de Olympische Winterspelen 1994 behaalde hij met het Italiaanse aflossingsteam goud op de 5000 meter aflossing. Op gevorderde leeftijd ging hij langebaanschaatsen en haalde nog enkele medailles op Italiaanse kampioenschappen en deed ook in deze discipline mee aan de Olympische Spelen.

## Resultaten (langebaan)
| jaar | NK Sprint | Olympische Spelen  | WK Sprint |
| ---- | --------- | ------------------ | --------- |
| 2005 | Zilver    |                    |           |
| 2006 | Zilver    | 31e 500m 30e 1000m | 37e       |

## Medaillespiegel (totaal)
| Kampioenschap                  | Goud | Zilver | Brons |
| ------------------------------ | ---- | ------ | ----- |
| Olympische Spelen (shorttrack) | 1    | 0      | 0     |
| NK Sprint (langebaan)          | 0    | 2      | 0     |

1992: Kim, Lee, Mo, Song ·
1994: Carnino, Fagone, Herrnhof, Vuillermin ·
1998: Bédard, Campbell, Drolet, Gagnon ·
2002: Bédard, Gagnon, Guilmette, Tremblay, Turcotte ·
2006: Ahn, Lee, Seo, Song ·
2010: Bastille, Ch. Hamelin, F. Hamelin, Jean, Tremblay ·
2014: An, Grigorev, Jelistratov, Zacharov ·
2018: S. Liu, S.S. Liu, Knoch, Burján ·
2022: Ch. Hamelin, Dubois, Pierre-Gilles, Dion